# John Ekels
John Ekels  est un skipper canadien né le 2 décembre 1940 à Jakarta en Indonésie. 

## Carrière
John Ekels remporte lors des Jeux olympiques d'été de 1972 la médaille de bronze en Soling.